# ماجنا شتاير
ماجنا شتاير هي شركة تصنيع سيارات مقرها في غراتس، النمسا، حيث يقع مصنعها الأساسي أيضًا. وهي شركة تابعة لشركة ماجنا الدولية ومقرها كندا، وكانت سابقًا جزءًا من تكتل شتاير دايملر بوخ.
تقوم ماجنا شتاير بتطوير وتجميع السيارات لشركات أخرى بعقود؛ لذلك، ليستماجنا شتاير علامة تجارية للسيارات. في عام 2002، استوعبت الشركة منشأة تجميع سيارات يوروستار التابعة لشركة دايملر إيه جي. مع قدرة إنتاج سنوية تبلغ حوالي 200,000 مركبة اعتبارًا من عام 2018،  تعد أكبر شركة مصنعة للعقود للسيارات في جميع أنحاء العالم. تمتلك الشركة العديد من مواقع التصنيع، مع مصنع إنتاج السيارات الرئيسي في غراتس في النمسا.
قامت ماجنا شتاير بتطوير نظام «4 ماتك» للدفع الرباعي (4wd) لشركة مرسيدس-بنز، وتجميع جميع موديلات الفئة إي 4 ماتك.   قامت الشركة أيضًا بتطوير كبير لسيارة بي إم دبليو إكس3 وصنعت جميع سيارات إكس3 الأصلية (رمز الطراز E83)، وأستون مارتن رابيد. طورت الشركة العديد من السيارات نيابة عن الشركات المصنعة مثل أودي تي تي وFiat Bravo وPeugeot RCZ.

## التاريخ
تأسست الشركة في عام 2001 بعد أن استحوذت شركة ماجنا الدولية. على حصة الاسد في شركة شتاير دايملر بوخ قبل ثلاث سنوات.
خلال الربع الثاني من عام 2015، تم بيع حزمة بطاريات ماجنا شتاير لشركة سامسونج مقابل حوالي 120 مليون دولار.

## إنتاج

### تيار
- مرسيدس بنز جي - كلاس 1979 - حتى الآن
- بي إم دبليو الفئة الخامسة 2017 حتى الآن
- جاكوار إي-بيس 2017-الآن
- جاغوار آي-بيس- 2018 إلى الوقت الحاضر
- دي أم دبليو زد4 2018 إلى الوقت الحاضر
- تويوتا سوبرا 2019 - الحاضر

في مارس 2017، بدأت ماجنا شتاير في إنتاج سيارة بي إم دبليو الفئة الخامسة صالون. تتم مشاركة الإنتاج مع مصنع مجموعة بي إم دبليو في دينغولفينغ، ألمانيا.

### مكونات السيارة
- السقف لمرسيدس-بنز الفئة إس إل كيه - تم إنتاج أكثر من 500000 منذ عام 1996 [7]
- أوبل أسترا توين توب- سطح السقف القابل للتحويل - 2005-2010 [8]